# Вомбли (Јужна Дакота)
Вомбли (Јужна Дакота) (енгл. Wanblee) насељено је место без административног статуса у америчкој савезној држави Јужна Дакота.

## Демографија
По попису из 2010. године број становника је 725, што је 84 (13,1%) становника више него 2000. године.
| Група             | 2000.     | 2010.     |
| Белци             | 15 (2,3%) | 14 (1,9%) |
| Афроамериканци    | 0 (0,0%)  | 0 (0,0%)  |
| Азијати           | 0 (0,0%)  | 0 (0,0%)  |
| Хиспаноамериканци | 0 (0,0%)  | 20 (2,8%) |
| Укупно            | 641       | 725       |